# Chór Hasło
Rzemieślnicze Towarzystwo Śpiewackie „Hasło” – chór męski, założony w 1889 r. w Krakowie przez doktora Henryka Jordana.

## Historia
Chór powstał w 1889 r. z inspiracji dr Henryka Jordana. Prowadzony pod kierunkiem H. Jordana i profesora Józefa Sierosławskiego, stał się jednym z najliczniejszych chórów ówczesnego Krakowa. Od roku 1909 kiedy to zmarł założyciel i opiekun chóru dr Henryk Jordan, prowadzenie chóru przejął Stanisław Paszkot, którego wybrano pierwszym prezesem. Chór śpiewał w owym czasie w kościele św. Marka.
Okres I wojny światowej zdekompletował zespół, a niedługo potem zmarł drugi filar chóralny, jakim był dyrygent prof. Józef Sierosławski. Dla członków chóru ostoją stał się kościół Mariacki w Krakowie. Tam też w roku 1919, zrodziła się myśl zorganizowania dawnego samodzielnego zespołu „Chóru Rękodzielników i Przemysłowców”. Na jego czele w roku 1920, ponownie stanął jako prezes Stanisław Paszkot, dyrygenturę zaś powtórnie objął Marian Kozłowski.
W marcu 1922 r., chór zawarł umowę z konwentem OO. Dominikanów w Krakowie, mocą której śpiewał na sumie w dniach świątecznych, otrzymując w zamian salę na próby śpiewu oraz miesięczne honorarium. 18 kwietnia 1923 r. Towarzystwo Śpiewackie „Hasło” im. dra Henryka Jordana w Krakowie z inicjatywy prezesa chóru S. Paszkota otrzymało nowy statut, zatwierdzony przez Urząd Wojewódzki. Popularność jaką Towarzystwo cieszyło się w Krakowie, spotkała się z propozycją skierowaną przez zarząd katedry wawelskiej w osobie ks. kanonika Jana Korzonkiewicza, objęcia śpiewu stałego w czasie nabożeństw świątecznych na Wawelu, z której jednak nie skorzystano.
Z początkiem roku 1927, dotychczasowy prezes Stanisław Paszkot ustąpił ze swego stanowiska. W marcu 1927 obowiązki śpiewu w bazylice Mariackiej w Krakowie przejął „Chór Rękodzielników i Przemysłowców – Hasło”, dzieląc obowiązki między bazylikę oraz kościół OO. Dominikanów. Stan taki trwał do lipca, gdy posadę organisty i dyrektora chóru w kościele Mariackim objął Stefan Profic. Odtąd chór prowadził działalność śpiewaczą wyłącznie w kościele Mariackim. Stefan Profic był dyrygentem, który całą swą wiedzę muzyczną poświęcił dla rozwoju i podniesienia poziomu artystycznego chóru. Za Jego staraniem Towarzystwo przystąpiło do Związku Towarzystw Śpiewaczych i Muzycznych Województwa Krakowskiego.
8 grudnia 1928 r. do nazwy dotychczasowej chóru dodano imię jego założyciela i odtąd pełna nazwa chóru brzmi „Towarzystwo Śpiewackie „Hasło” im. dra Henryka Jordana w Krakowie”.
W latach 1930–1936 na antenie Polskiego Radia wielokrotnie prezentowane były bezpośrednie transmisje nabożeństw dla których chór stanowił oprawę muzyczną. Z okazji pogrzebu kompozytora Karola Szymanowskiego, jaki odbył się w Krakowie 7 kwietnia 1937 r., Towarzystwo wzięło udział w wykonaniu przez chóry pod batutą dyrektora Bolesława Wallek-Walewskiego Mszy Berlioza w czasie nabożeństwa w kościele Mariackim oraz przy złożeniu zwłok w kościele na Skałce. 23 października 1938, chór wystąpił na uroczystej akademii, jaka odbyła się w Starym Teatrze z okazji 100 rocznicy urodzin mistrza Jana Matejki.
W 1939 r., dla ukoronowania półwiekowej działalności i uznania zasług dla propagowania muzyki Rada Naczelna Zjednoczenia Polskich Związków Śpiewaczych i Muzycznych w Warszawie przyznała Towarzystwu Odznakę Honorową I stopnia, zaś dyrygentowi Stefanowi Proficowi Odznakę Honorową II stopnia.
Po odejściu Stefana Profica, ponowny renesans działalności przypadł na okres od 1983 roku, kiedy to kierownictwo chórem przejęła Teresa Majka. Chór z bardzo bogatym i urozmaiconym repertuarem z koncertami odwiedził m.in.: Francję, Włochy, Austrię, Węgry, Rumunię, Litwę, Słowację, Izrael, Grecję, Czechy. Jako jedyny chór z Polski został zaproszony w 2008 r. do Turcji na Pierwszy Międzynarodowy Festiwal Chórów w Stambule. Równolegle chór zaznaczał swoją działalność w cyklicznych koncertach „Musica Sacra”, których był organizatorem, czy w szeregu innych (Koncerty ku czci św. Cecylii, „Koncerty kolęd i pastorałek”) których można było wysłuchać w bazylice Mariackiej w Krakowie, czy też w koncertach plenerowych, czy to w maju 2010 r. w Koncercie plenerowym na Placu Mariackim w Krakowie – w ramach programu „Młodzież pamięta”, czy też we wrześniu 2010 r. w Koncercie na Placu Matejki w Krakowie w rocznicę stulecia odsłonięcia Pomnika Grunwaldzkiego oraz prawykonania „Roty”, w którym udział wzięło 1500 wokalistów z 47 chórów przybyłych na tę uroczystość z całej Polski.
W 2010 r. za twórczość artystyczną i w dowodzie uznania dla poziomu artystycznego dyrygent Teresy Majki Pacanek, chórowi została wręczona w Pałacu Chodkiewiczów w Warszawie Nagroda Literacka im. Władysława Reymonta. Swoje uznanie wyrazili również listownie: Prezydent Rzeczypospolitej Polskiej Lech Kaczyński, Minister Kultury Bogdan Zdrojewski, a nadto Sekretarz Stanu w Kancelarii Prezydenta RP Ewa Junczyk-Ziomecka. Z okazji 120 lat kard. Stanisław Dziwisz nadał chórowi Złoty Medal Jana Pawła II za zasługi dla Archidiecezji Krakowskiej.

## Repertuar
W swoim repertuarze zespół posiada utwory wybitnych kompozytorów, takich jak: G.P. Palestrina, J. Brahms, B. Wallek – Walewski, Ch. Gunod, W. Lachman, Wacław z Szamotuł, M. Gomółka, A. Koszewski, F. Nowowiejski, T. Klonowski, J. Maklakiewicz, W. Lutosławski.

## Dyrygent
Aktualnie Rzemieślniczym Towarzystwem Śpiewackim „Hasło” kieruje Dyrygent Teresa Majka-Pacanek (związana z Towarzystwem od studiów). Praca nad podnoszeniem poziomu artystycznego chóru oraz konsekwencja w realizowaniu zamierzonego planu pozwoliły jej wielokrotnie zdobyć najwyższe trofea na konkursach i festiwalach.

## Ważne informacje
Siedzibą zespołu jest lokal przy ul. Szpitalnej 2 w Krakowie. Chór w okresie od września do czerwca uczestniczy w niedzielnych mszach świętych o godz. 10.00 w bazylice Mariackiej w Krakowie – po zakończeniu mszy istnieje możliwość zgłoszenia swojej kandydatury i późniejszego przystąpienia do grona Towarzystwa.